# ستيفان جاست
ستيفان جاست هو سياسي فرنسي، ولد في 13 أغسطس 1921 في الدائرة الحادية عشرة في باريس في فرنسا، وتوفي في 12 أغسطس 1997 في سوريسن في فرنسا.